# دیوکسو گونگ

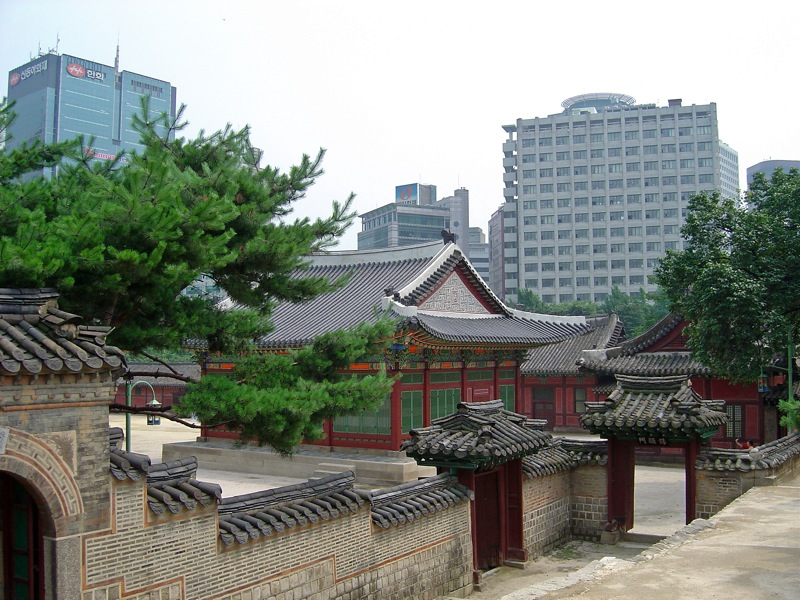
معماری سلطنتی در کاخ دیوکسو

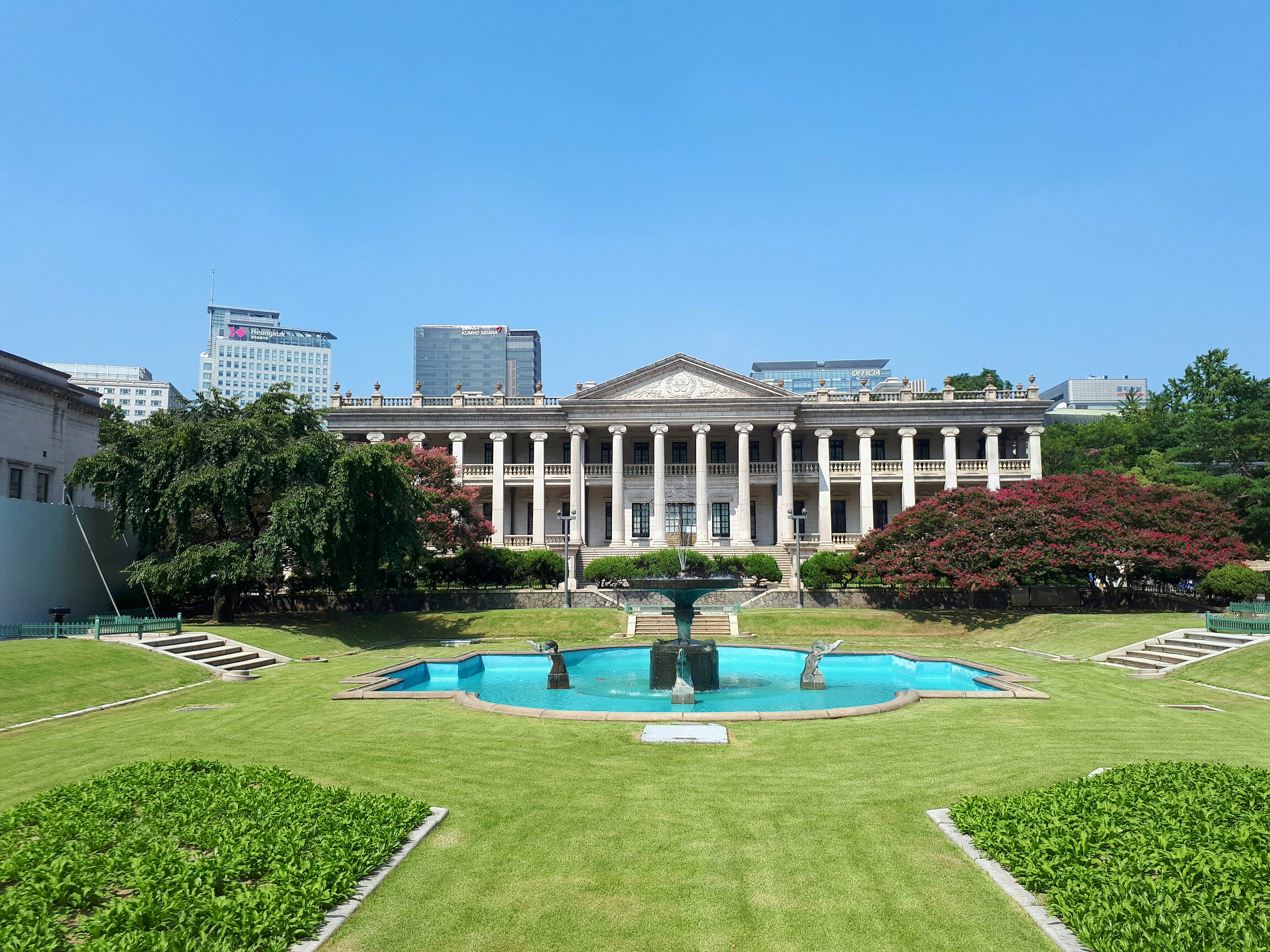
سئوکجوجون و باغ سبک غربی کاخ. این بنا توسط معمار بریتانیایی جان رجینالد هاردینگ طراحی شده‌است.

دیوکسو گونگ (کره‌ای: 덕수궁) یا کاخ دیوکسو نیز شناخته می‌شود، مجموعه‌ای از کاخ‌های محصورشده در سئول است که در طول سلطنت پادشاهی چوسان تا الحاق کره به ژاپن در سال ۱۹۱۰، توسط اعضای خانواده سلطنتی کره استفاده می‌شد. این کاخ یکی از پنج کاخ بزرگ است که توسط پادشاهان سلسله چوسان ساخته شده‌است. و به عنوان یک مکان تاریخی تعیین شده‌است. ساختمان‌ها سبک‌های مختلفی دارند، از جمله برخی از چوب طبیعی سدر ژاپنی)، نقاشی شده چوب و گچ‌بری. برخی از ساختمان‌ها از سنگ ساخته شده‌اند تا سازه‌های کاخ غربی را تکرار کنند.
علاوه بر ساختمان‌های سنتی کاخ، باغ‌های جنگلی، مجسمه پادشاه سجونگ کبیر و موزه ملی هنر نیز وجود دارد که نمایشگاه‌های ویژه‌ای برگزار می‌کند. این کاخ در نزدیکی ایستگاه تالار شهر واقع شده‌است.
دیوکسو گونگ، مانند «پنج کاخ بزرگ» دیگر در سئول، در طول دوره استعماری کره به شدت آسیب دید. در حال حاضر تنها یک سوم از سازه‌هایی که قبل از اشغال پابرجا بودند، باقی مانده‌است.
کاخ دیوکسو گونگ در بین کاخ‌های کره‌ای خاص است زیرا دارای باغ و آبنما به سبک مدرن و غربی است. تعویض گارد سلطنتی، در مقابل Daehanmun (دروازه)، یک رویداد بسیار محبوب برای بسیاری از بازدیدکنندگان است. گارد سلطنتی مسئول باز و بسته کردن دروازه کاخ در زمان سلسله چوسان بود. خارج از کاخ جاده‌ای زیبا با دیوار سنگی است.
پیاده‌روی Deoksugung Stonewall در قلب یک افسانه شهری محبوب در سئول قرار دارد، زیرا گفته می‌شود تمام زوج‌هایی که در این جاده قدم می‌زنند، سرنوشتشان جدایی است.